# Les Codines (Santa Cecília de Voltregà)
Les Codines és una masia de Santa Cecília de Voltregà (Osona) inclosa a l'Inventari del Patrimoni Arquitectònic de Catalunya.

## Descripció
Masia d'estructura clàssica, construïda segons el sistema de crugies, fàcilment variables. Conserva de la primitiva estructura l'era, amb una gran entrada que envolta la part posterior de la casa, i una gran galeria al primer pis que dona a la sala principal de la casa

## Història
És exemple del tipus de masies que s'han anat transformant, sobretot a l'interior, durant els segles xix i xx i que marquen el punt intermedi en l'evolució tipològica de la masia d'estructura clàssica i les que actualment es construeixen, imitant les estructures urbanes.